# Chuchumbé (grupo)

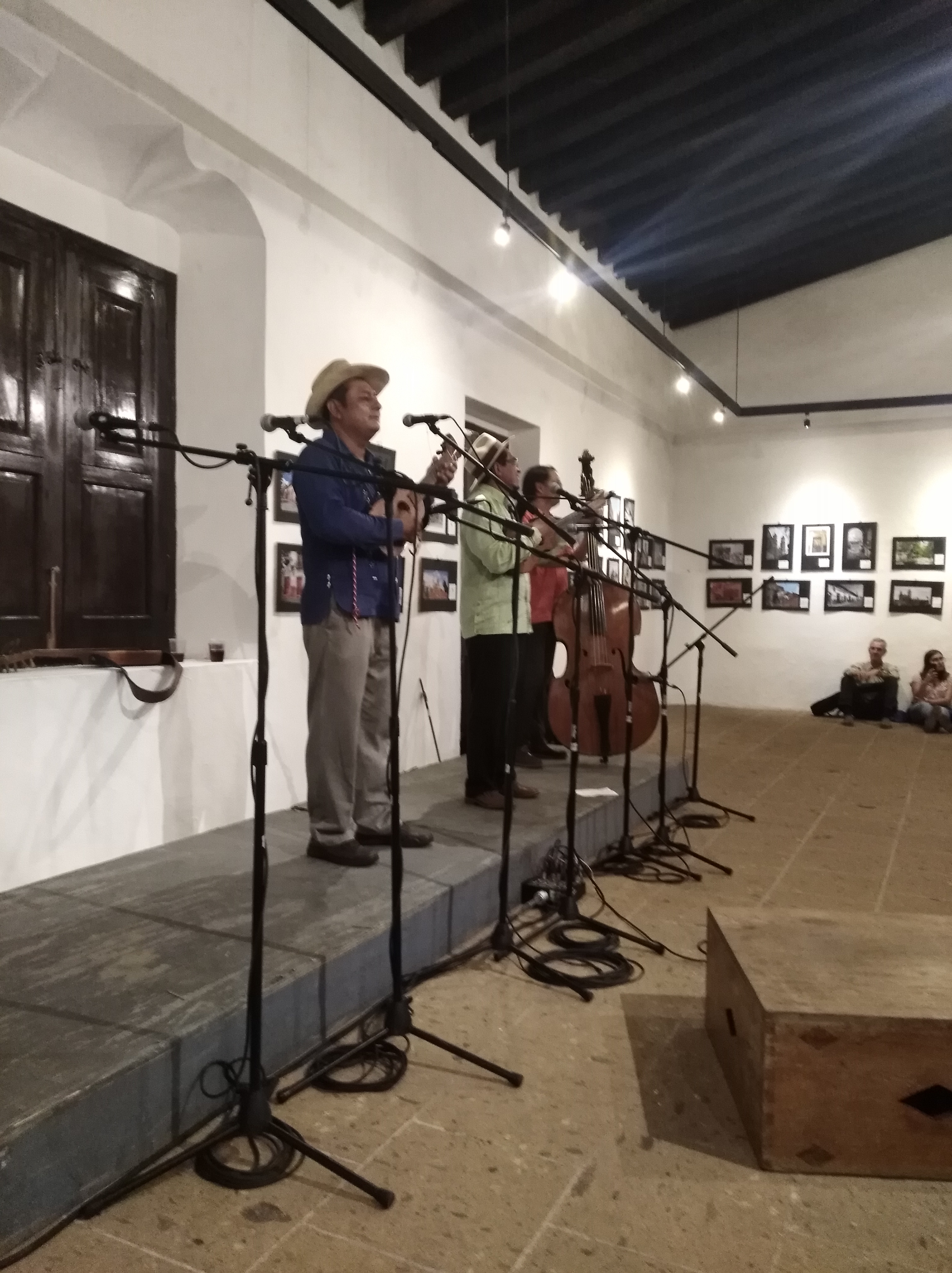
Chuchumbé en Xalapa

Chuchumbé es uno de los grupos destacados del movimiento jaranero que ayudó al rescate y difusión del son jarocho en Veracruz. El grupo fue iniciado el año 1993 en el puerto de Coatzacoalcos por los músicos Patricio Hidalgo, Liche Oseguera, Andrés Flores y Rubí Oseguera. 

## Historia
Chuchumbé surgió en 1991 en la ciudad de Coatzacoalcos, Veracruz, con el propósito de difundir y promover la tradición de la música veracruzana, en un panorama que alertaba sobre la desaparición del género, dicen sus integrantes Patricio Hidalgo, en las jaranas, armónica y voz; Liche Oseguera, en la leona, requinto y voz; Zenén Zeferino, en las jaranas y la voz; y Rubí Oseguera, en el baile y el zapateado.
De forma esporádica participan Adriana Cao-Romero, en el arpa, y Leopoldo Novoa, en el marimbol, la leona y voz
A partir del año de 1994, Patricio Hidalgo compone cuatro sones: Quemayama, La Gallina, Bemba y Tablao, y la Conga Criolla. Sin embargo antes recreó, junto con Chuchumbé, la Conga del Viejo, La Conga del Gavilán y la Conga de San Benito; estas dos últimas recopiladas por el historiador Antonio García de León.
El grupo tuvo varias giras tanto a nivel estatal, Nacional e internacional, destacando sus giras a los Estados unidos, Venezuela, El Salvador, Marruecos e Europa.
Destaca el concierto con el músico senegalés  Alioune "Vieux" Diop  y el grupo de son jarocho Chuchumbé ( Adriana Cao Romero, Patricio Hidalgo, Liche Oseguera, Zenén Zeferino, Leopoldo Novoa y Rubí Oseguera), Ciudad de México, el año de 2001. Producción de Alebrije Producciones y el Museo de la Ciudad de México. Gracias a Conrado Tostado y Blanca Espinosa.
También el grupo Chuchumbé participó en dar diversos talleres, destacando los talleres que iniciaron en el municipio de Cosoleacaque en donde iniciaron diversos integrantes del grupo Los cojolites. También durante algún tiempo dieron conciertos y talleres en diversas partes de los estados unidos.
El grupo se separa en el año 2005 y vuelve a unirse en el año 2018, con una reunión para el evento de ¡Que Viva el Son! en el año 2013.

## Miembros

### Miembros actuales
- Juan Francisco Galván Contrabajo
- Liche Oseguera Rueda requinto y Voz
- Patricio Hidalgo Belli Jarana tercera y Voz
- Yaratzé Hidalgo. Zapateado y Voz

### Antiguos miembros
- Andrés Flores Rosas. Jarana tercera y Voz
- Adriana Cao Romero Alcalá. Arpa y voz
- Dalmacio Cobos Utrera. Jarana
- Eliel Torres.
- Noe González. Leona.
- Ricardo Perry Guillén Documentación y gestión
- Leopoldo Enrique Novoa Matallana. Marimbol, Guitarra de son.
- Rubí Oseguera Rueda. Zapateado
- Zenén Zeferino Huervo. Jarana y Voz

## Discografía
- Caramba Niño!! (Ediciones Pentagrama, 1999)
- Contrapuntea’o (Ediciones Pentagrama, 2004).
- RELICARIO (Producciones Cimarrón, 2005).

### Colaboraciones
- Laberinto en la Guitarra. El espíritu barroco del son jarocho. Tembembe
- Mostros, de La Maldita Vecindad y Los Hijos del Quinto Patio

## Canciones destacadas
- La guacamaya (Dominio público). Un son tradicional en el que el grupo toca el tema de la ecología.

- El toro Zacamandu (Dominio público).

- El Chuchumbe (Dominio público/Gilberto Gutiérrez).

- Los Chiles verdes (Dominio público).

- Zapateado (Dominio público). En este son grabado en su segundo disco, el grupo improvisa versos ejemplificando una pelea entre versadores, una pelea que termina en amistad.

- El son de los montoneros. Son nacido como una reflexión sobre la homofobia y que nació después de un fandango en Tlacotalpan donde quedaron puros hombres bailando al amanecer.

- El zapateado contrapunteado. Los viejos soneros contaban que algunos algunos versado terminaban muertos por los versos cantados. Patricio Hidalgo y Zenen Zeferino decidieron hacer este juego de construir versos y se lo mandaba uno al Otro el otro, que tenía que escribir el siguiente verso sin poder cambiarlo. El son es una pelea un contrapunto que termina en amistad.

## Aportes e influencias

### Instrumentación
El grupo combinó diversos instrumentos del son jarocho. Destacando el uso la guitarra de son, así como ser de los primeros en grabar y volver a utilizar el marimbol como bajo, aunque ya antes el grupo Zamandu había tocado el instrumento en los encuentros de jaraneros en Tlacotalpan. Destacan también el uso de la armónica y el arpa jarocha en algunos de sus temas.

### Versada
En el son jarocho es costumbre sobre los mismos sones modificar o crear nuevos versos. La creación y rescate de versos fue una de las características del grupo. La versada la hacían Zenén Zeferino y Patricio Hidalgo. Ellos ayudaron a rescatar el verso improvisado y cantado. En un tiempo en Tlacotalpan se usaban décimas, escritas desde antes. Ellos empezaron a improvisar como un juego.

### Aprendizaje y enseñanza
Los integrantes del grupo Chuchumbe aprendieron y convivieron con los viejos músicos de son jarocho de la región sur de Veracruz. También enseñaron Son jarocho en los talleres de Jaltipan y Cosoleacaque, así como diversos talleres en los Estados unidos.